# Idja
Idja è il primo album del gruppo musicale finlandese Shaman, ora conosciuti come Korpiklaani, pubblicato nel 1999.

## Tracce
1. Ođđa máilbmi – 4:15
2. Idja – 3:24
3. Ulda – 4:23
4. Vuojan – 4:33
5. Riehču – 4:07
6. Giella – 2:41
7. Festet – 2:27
8. Orbina – 3:59
9. It šat duolmma mu – 3:26
10. Ostir böö – 3:46
11. Hunka lunka – 2:05
12. Suollemaš bahčči – 3:03

## Formazione
- Jonne Järvelä - voce (anche joik), chitarra acustica, tastiere e percussioni
- Tero Piirainen - chitarra, tastiere e cori
- Juke Eräkangas - batteria, tastiere e cori
- Ilkka Kilpeläinen - basso e cori